# Passiflora hyacinthiflora
Passiflora hyacinthiflora je biljka iz porodice Passifloraceae.